# Hydrellia sasakii
Hydrellia sasakii är en tvåvingeart som beskrevs av Yuasa och Isitani 1939. Hydrellia sasakii ingår i släktet Hydrellia och familjen vattenflugor. Inga underarter finns listade i Catalogue of Life.